# Carlo Minello
Carlo Minello, pseudonimo di Carlo Minellomo dei S. Martino d'Arundello (Pisa, 9 febbraio 1918 – Milano, 5 luglio 1947), è stato un attore italiano, attivo nel cinema negli anni quaranta. 
È il padre del paroliere Cristiano Minellono e il marito della cantante ed attrice Maria Pia Arcangeli.

## Biografia
Proveniente da famiglia nobile, dopo gli studi classici frequentò la Facoltà di Architettura dell'Università degli Studi di Firenze, contemporaneamente agli studi di recitazione e scenografia, per debuttare come attor giovane nella compagnia teatrale del GUF.
Recitò sotto la direzione di Fulchignoni e Simoni in vari drammi teatrali, sino all'ingresso nella Compagnia del Teatro Eliseo di Roma accanto a Paolo Stoppa, Rina Morelli, Andreina Pagnani e Gino Cervi.
Nel 1940, notato da Poggioli, debuttò nel cinema in Addio giovinezza!, per lavorare successivamente in 10 pellicole, senza mai trascurare il teatro. Nel 1944 fu nella compagnia di Lia Zoppelli, e in quello stesso periodo sposò la sua compagna di lavoro, l'attrice e cantante Maria Pia Arcangeli.
Morì a Milano il 5 luglio 1947, all'età di 29 anni, appena un anno dopo la nascita di suo figlio. Venne sepolto al Cimitero Maggiore; in seguito i suoi resti furono posti in una celletta.

## Filmografia
- Addio giovinezza!, regia di Ferdinando Maria Poggioli (1940)
- La cena delle beffe, regia di Alessandro Blasetti (1941)
- Se non son matti non li vogliamo, regia di Esodo Pratelli (1941)
- L'ultimo ballo, regia di Camillo Mastrocinque (1941)
- I 3 aquilotti, regia di Mario Mattoli (1942)
- Violette nei capelli, regia di Carlo Ludovico Bragaglia (1942)
- Paura d'amare, regia di Gaetano Amata (1942)
- La zia di Carlo, regia di Alfredo Guarini (1943)
- La danza del fuoco, regia di Giorgio Simonelli (1943)
- Redenzione, regia di Marcello Albani (1943)
- Aeroporto, regia di Piero Costa (1944)